# Otari Ionowitsch Arschba

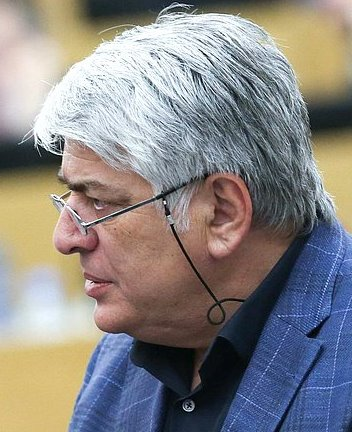
Otari Ionowitsch Arschba, 2018

Otari Ionowitsch Arschba (russisch Отари Ионович Аршба; * 12. April 1955 in Suchumi, Abchasische ASSR) ist ein russischer Politiker der Partei Einiges Russland.

## Biographie
Arschba entstammt einer abchasisch-georgischen Familie und lebte bis 1968 im georgischen Batumi, danach in Moskau. 1978 absolvierte er die Hochschule des KGB in Moskau und war bis 1994 beim KGB und späteren FSB tätig, zuletzt als Oberst. Zeitweise war er Berater des späteren ersten Präsidenten Abchasiens Wladislaw Ardsinba.
Während des georgisch-abchasischen Konflikts in den Jahren 1992–1993 setzte er sich für die Abspaltung Abchasiens von Georgien ein.
Ab den 1990er-Jahren war Arschba in der Wirtschaft tätig, unter anderem in der Evraz-Gruppe, 1998 bis 2003 als Vizepräsident der Evraz Holding. In dieser Zeit wurde er Vertrauter des langjährigen Gouverneurs der Oblast Kemerowo Aman Tulejew. Seit 2003 ist Otari Arschba Abgeordneter der russischen Staatsduma, zunächst bis 2011 von der Oblast Kemerowo, seit 2011 von der Oblast Swerdlowsk. 
Im September 2016 wurde Arschba zum vierten Mal in Folge in Duma gewählt, diesmal auf der Liste von "Einiges Russland" von der Oblast Moskau. Fünf Jahre später wiederholte er diesen Erfolg zum fünften Mal.